# Toledo (Illinois)
Toledo – wieś w Stanach Zjednoczonych, w stanie Illinois, w hrabstwie Cumberland.